# والنتین بارگمان
 والنتین بارگمان (انگلیسی: Valentine Bargmann؛ زاده ۶ آوریل ۱۹۰۸ درگذشته ۲۰ ژوئیهٔ ۱۹۸۹) یک ریاضی‌دان، و فیزیک‌دان اهل ایالات متحده آمریکا بود.